# Émile Cornic
Émile Albert Yvon Cornic  (ur. 23 grudnia 1894 w Sucy-en-Brie, zm. 20 sierpnia 1964 w Brest) – francuski szpadzista, brązowy medalista olimpijski.
Na igrzyskach olimpijskich w Amsterdamie w 1928 roku Francuzi w składzie: Georges Buchard, Gaston Amson, Émile Cornic, Bernard Schmetz, René Barbier i Armand Massard zdobyli srebro w szpadzie drużynowej. W rywalizacji indywidualnej nie startował. Był to jego jedyny występ olimpijski.
Nie zdobył medalu mistrzostw świata. 